# Hans-Jörg Himmel
Hans-Jörg Himmel (* 4. Juli 1970 in Bochum) ist ein deutscher Chemiker und Hochschullehrer an der Ruprecht-Karls-Universität Heidelberg.

## Leben
Nach dem Abitur 1989 am Albert-Einstein-Gymnasium in Bochum nahm Himmel zum Wintersemester 1989/90 das Studium der Chemie an der Universität Bochum auf, wechselte aber bald an die Universität Heidelberg. Dort erwarb er 1994 sein Diplom in Chemie mit der Note sehr gut. Anschließend war Himmel als Doktorand am Lehrstuhl für Physikalische Chemie der Universität Heidelberg bei Christof Wöll tätig und ging mit diesem später an die Universität Bochum. In Bochum wurde Himmel unter Wölls Betreuung im Februar 1998 mit summa cum laude zum Dr. rer. nat. promoviert. Anschließend arbeitete er bis Juli 1998 als wissenschaftlicher Mitarbeiter am Bochumer Institut für physikalische Chemie. Darauf war Himmel bis September 2000 als Postdoktorand am  Institut für Anorganische Chemie der Oxford University tätig.
Nach seiner Rückkehr nach Deutschland im Oktober 2000 widmete er sich seiner Habilitation, die er im April 2004 an der Universität Karlsruhe abschloss. In der Folge war er in Karlsruhe anderthalb Jahre als Privatdozent tätig, bevor er im Oktober 2005 eine Stellung als Lecturer für anorganische Chemie am Queen’s College der Universität Oxford annahm. Im April 2006 kehrte er für eine Lehrstuhlvertretung an der Universität Heidelberg abermals nach Deutschland zurück. Seit Oktober 2006 ist Himmel ordentlicher Professor für anorganische Chemie an der Universität Heidelberg.

## Forschung
Himmel forscht insbesondere zur Matrixisolation, zur Schwingungsspektroskopie und elektronischen Anregungsspektroskopie, zu molekularen Gruppe13-Hydriden, zur Koordinationschemie mit redoxaktiven Liganden, zu Guanidino-substituierten Aromaten als starken organischen Elektronendonoren und schließlich zur Materialsynthese.